# Giovanni Domenico Mayer
Giovanni Domenico Mayer (Perugia, 13 settembre 1868 – 10 luglio 1925) è stato un ingegnere italiano.

## Biografia
Conseguita la laurea in Ingegneria in giovane età, presso la Scuola Politecnica di Napoli, fu assistente di Paolo Boubèe, docente di Costruzioni Metalliche, di Gaetano Bruno, titolare della cattedra di Costruzioni Idrauliche, e di Ernesto Cavalli, docente di Meccanica applicata alle macchine. Egli fu coinvolto da Bruno nei lavori per la fognatura di Napoli e, nello specifico, si occupò di costruire alcuni tronchi fognari principali e si dedicò al progetto dell’impianto di sollevamento di Piedigrotta. Lavorò, inoltre, come perito e consigliere di amministrazione di società industriali e si occupò della costruzione dell’acquedotto di Castrovillari. Scrisse, nelle memorie scientifiche compilate in quel periodo, della fognatura di Francoforte sul Meno, del calcolo dei ponti metallici ferroviari a travata rettilinea, della rovina del Cassone Venezia nel porto di Napoli. Nel 1907, divenne aiuto di Ernesto Cavalli, e conseguì la libera docenza in Meccanica applicata alle macchine. Nel 1912 pubblicò uno studio sui motori a cilindri rotanti che fu tradotto in francese dall’ingegnere aeronautico Ottorino Pompilio. Dal 1913 al 1925 ricoprì presso la Scuola di Portici la cattedra di Meccanica agraria e costruzioni rurali. In qualità di incaricato, contemporaneamente, ricoprì, per un lungo periodo, il corso di Meccanica applicata alle macchine presso la Scuola Politecnica di Napoli, sostituendo un suo amico morto prematuramente, il professor De Biase. Morì il 10 luglio 1925.

## Attività scientifica
Sulla scia di Francesco Milone, introdusse, nei suoi corsi, lo studio delle macchine agricole, da coltura e da raccolta, e delle speciali costruzioni agrarie. Quando il Deposito Governativo delle macchine agricole venne soppresso, riunì il materiale posseduto da questo ente e lo fece trasferire in dotazione alla sua cattedra. La sua prima opera in campo agrario trattò del problema delle costruzioni rurali nel Mezzogiorno, indicando ai governanti la via per assicurare alla classe agricola, relegata in condizioni di primitiva promiscuità, condizioni di vita migliori. Si fece promotore della diffusione delle macchine agricole, interessandosi, in particolar modo, all’aratura meccanica. I primi apparecchi di motoaratura a trazione diretta, azionati da motori a scoppio, erano comparsi in America ai primi del Novecento e, successivamente, si diffusero in Europa. Nel 1907 la Stock Motorpflug Gasellschaft di Berlino costruì una prima motoaratrice, con tre corpi di aratro posti su un telaio insieme a motore a benzina, inizialmente di 6 kW di potenza, poi 31 kW. In Italia, gli ingegneri Pavesi e Tolotti di Milano costruirono una motoaratrice con tre corpi di aratro su un telaio a tre ruote di cui una motrice, una direttrice e una portante, in due modelli, a benzina e a petrolio. Presentata per la prima volta al concorso di motocoltura, che si tenne a Torino nel 1911, in occasione dell’Esposizione, fu premiata e si diffuse discretamente sia in Italia che all’estero. Ben presto, subentrarono le trattrici, destinate a soppiantare le motoaratrici, ed ebbero rapida diffusione dapprima in America, e poi in Europa, in particolare in Francia, Germania e Inghilterra. In Europa, inoltre, gli enti ufficiali promuovevano Stazioni sperimentali e di prova, dove il macchinario agricolo, grazie ad adeguate strutture, apparecchiature e personale, veniva provato e selezionato, e veniva consigliato agli agricoltori, in base a quelle che erano le loro esigenze. In Italia, le macchine agricole si diffusero tramite l’insegnamento, le dimostrazioni pratiche, le pubblicazioni e gli opuscoli illustrativi, nonché con il prestito di macchine, che i Depositi Governativi e i Comizi agrari concedevano gratuitamente, ma, soprattutto, con i Concorsi di macchine agricole. Le graduatorie di questi Concorsi venivano stilate sulla base di prove dirette e, per tanto, risultarono molto efficaci. Mayer prese parte, come giurato, al grande Concorso di Motoaratura tenutosi di Parma del 1913, promosso dalla Federazione Italiana dei Consorzi agrari e dalla Cattedra ambulante d’agricoltura di Parma. Questo concorso ebbe molto successo grazie al numero e alla varietà delle macchine che furono presentate. Insieme a Mario Castelli, Mayer compilò le relazioni relative alle prove eseguite. Tra gli altri, furono presentati aratri trainati da locomotive a vapore, sistemi funicolari, rimorchiatori con motori a scoppio e aratri automobili italiani ed esteri. L’anno successivo, la Stazione Sperimentale di risicoltura di Vercelli promosse una grande manifestazione, con prove di aratura meccanica in risaia. Sette furono le macchine partecipanti, divise in due categorie, a trazione diretta e funicolari. Per la prima categoria, il rimorchiatore a benzina della ditta Alberto Baroncelli di Ravenna si aggiudicò il primo posto. Per la seconda, invece, vi fu un ex aequo tra la ditta Francesco Casali e figli di Suzzara, che aveva presentato una locomobile con motore ad olio pesante, e la ditta Persici e Ferretti di Reggio Emilia, che aveva partecipato con l’apparecchio Santachiara con un motore a vapore.Tuttavia, in Italia, prima della Grande Guerra le macchine agricole erano poco diffuse, mentre in America e in Germania si costruivano trattori pesanti e poco maneggevoli, non adatti all’utilizzo su territorio italiano. Con lo scoppio della prima guerra mondiale, l’esigenza del traino dei cannoni e la necessità di assicurare le operazioni nelle campagne, che gli uomini validi avevano abbandonato per il fronte, diedero vita a nuovi sviluppi e perfezionamenti delle macchine agricole. Come riportato dalla Gazzetta ufficiale n. 198 del 22 agosto 1917, si giunse ad un accordo tra il Ministero dell’Agricoltura e quello delle Armi e Munizioni per un servizio di Motoaratura di Stato. Al Ministero delle Armi e Munizioni si consegnava il materiale e i macchinari che era possibile reperire e quelli che fosse necessario acquistare per il buon espletamento del servizio. Un numero complessivo di circa 6.000 trattrici venne importato durante la guerra. Durante il periodo bellico fu stabilito, secondo un’operazione che prese il nome di Trebbiatura di Stato, che in caso di necessità si concedessero macchinari e militari, non idonei alla guerra, per la conduzione di mietitrici e trebbiatrici, dove mancasse personale atto a farlo. In questo periodo, Mayer, ispirandosi ad un questionario che il senatore francese dr. C. Chauveau aveva sottoposto a diversi tecnici, rivolse a diverse personalità italiane che operavano nel campo dell’agricoltura le seguenti tre domande: che cosa pensare della sostituzione dell’energia degli animali con quella meccanica nella lavorazione dei campi a) dal punto di vista sociale; b) dal punto di vista agricolo; c) dal punto di vista meccanico. Le risposte, sia pur contraddittorie e non sempre favorevoli, furono pubblicate da Mayer, insieme ad una sua attenta analisi del problema, in un’opera dal titolo L’aratura meccanica ed il suo avvenire (pareri e proposte), in cui esprimeva la sua opinione incoraggiante sulle prospettive della meccanizzazione e sulla nascente industria italiana nel settore. D’altra parte, la Trebbiatura di Stato stava contribuendo a far conoscere e a far apprezzare le macchine agricole, facendo intravedere le molteplici possibilità che si aprivano alle aziende grazie ad esse. Dopo la guerra, si presentò il problema della mancanza di mano d’opera specializzata per l’uso delle macchine agricole. Durante il Congresso della Società degli Agricoltori italiani, che ebbe luogo a Roma nel 1921, venne proposta l’istituzione di una Scuola pratica di Meccanica agraria, dove gli agricoltori potessero apprendere l’uso e la conduzione delle macchine.Tale Scuola fu istituita a Roma col R. decreto n. 1923 del 19 luglio 1924, in forma di ente consorziale autonomo, con personalità giuridica, sotto la vigilanza ministeriale. Finalità della scuola era «preparare meccanici rurali e conducenti di macchine agricole» e ad essa vennero assegnati i locali e tutto il materiale in precedenza appartenuto all’ormai cessato servizio di Motoaratura di Stato. La scuola, ubicata alle Capannelle, ebbe quattro succursali, in Emilia, in Sicilia, in Capitanata e in Sardegna. Nel secondo dopoguerra, venne rimpiazzata dalla Scuola Nazionale di Stato per la Meccanica agraria, che ne raccolse il patrimonio.
Mayer fu autore di una breve pubblicazione dedicata alla lavorazione del terreno agrario. Questa minuscola opera, partendo da autori classici quali Catone e Virgilio, analizzava attentamente le più recenti teorie, che andavano sotto il nome di neo-coltura, per capire in che modo le macchine agricole potessero essere d’aiuto agli agronomi. Mayer, in seguito, si dedicò all’analisi delle diverse parti dell’aratro, intraprendendo uno studio di carattere teorico, soffermandosi sui contributi di Leonardo da Vinci, Lambruschini e Ridolfi. Collaborò poi con Emanuele De Cillis, docente di Agronomia a Portici, intraprendendo studi comparativi sui vari metodi di lavorazione del terreno, focalizzandosi sui progressi scientifici raggiunti in fatto di fertilità, chimica, batteriologia e proprietà fisico-meccaniche dei terreni. Gli fu poi affidata la direzione della Sezione distaccata regionale meridionale dell’Istituto Sperimentale Nazionale di meccanica agraria, che era stato creato a Milano dal docente di Costruzioni di macchine al Politecnico Federico Giordano.  Nel 1923, in occasione del congresso della Società del Progresso delle Scienze a Catania, ne tracciò il programma, focalizzandosi sulla necessità di progettare campi sperimentali nel meridione, destinati allo studio comparativo dei vari metodi di lavorazione del terreno. Sottolineò, inoltre, il carattere generale dell’agraria come scienza, giustapposto al carattere locale dell’agricoltura. Mayer si occupò anche di altri problemi di meccanica agraria, come le macchine da utilizzare per il frumento e la lavorazione meccanica delle vigne, e l’impiego dell’elettricità in agricoltura, a cui dedicò un ponderoso trattato, in fatto di motori elettrici per l’aratura, sia funicolare che con trattrici, e nelle industrie agrarie. Morì prematuramente il 10 luglio 1925, ancora tecnicamente impegnato nel risveglio agricolo del Mezzogiorno, che conosceva profondamente e amava.

## Opere
- Il problema delle costruzioni rurali nel mezzogiorno d'Italia, Napoli, Stabilimento Tipografico Franco Lubrano, 1912.
- Studio dinamico dei motori a cilindri rotanti, Napoli, Stabilimento Tipografico Franco Lubrano, 1912.
- Concorsi di aratura meccanica e di motori agricoli, Parma, Milano, Capriolo e Massimo, 1914.
- Le costruzioni rurali, Napoli, Stabilimento Tipografico Franco Lubrano, 1915.
- Le macchine per la lavorazione del terreno, Napoli, Stabilimento Tipografico Franco Lubrano, 1915.
- In tema di motocoltura, per dopo la guerra, Napoli, 1916.
- Moderna cultura meccanica, Napoli, 1916.
- L'aratura meccanica ed il suo avvenire : pareri e proposte, Napoli, Stabilimento Tipografico Franco Lubrano, 1917.
- Le vie nuove dell'agricoltura, Napoli, Stabilimento Tipografico Franco Lubrano, 1919.
- Le caratteristiche della migliore lavorazione del terreno, in corrispondenza ai vari momenti ed alle diverse colture e nei riguardi dei mezzi meccanici, Napoli, Stabilimento Tipografico Franco Lubrano, 1920.
- Meccanica applicata alle macchine, Napoli, Stabilimento Tipografico Franco Lubrano, 1922.
- Il problema agronomico-meccanico della lavorazione del terreno, Milano, Istituto sperimentale di meccanica agraria, 1923.
- L'elettricità nell'agricoltura, Milano, Hoepli, 1924.
- Le macchine per piantare e per scavare le patate, Portici, Stab. tip. E. Della Torre, 1924.
- Le macchine nella agricoltura estensiva meridionale, Piacenza, 1925.